# Barisia imbricata
Barisia imbricata е вид влечуго от семейство Слепоци (Anguidae). Видът не е застрашен от изчезване.

## Разпространение и местообитание
Разпространен е в Мексико.
Обитава райони с умерен климат, гористи местности, склонове, възвишения, ливади, крайбрежия и плата.